# 木曽岬干拓地

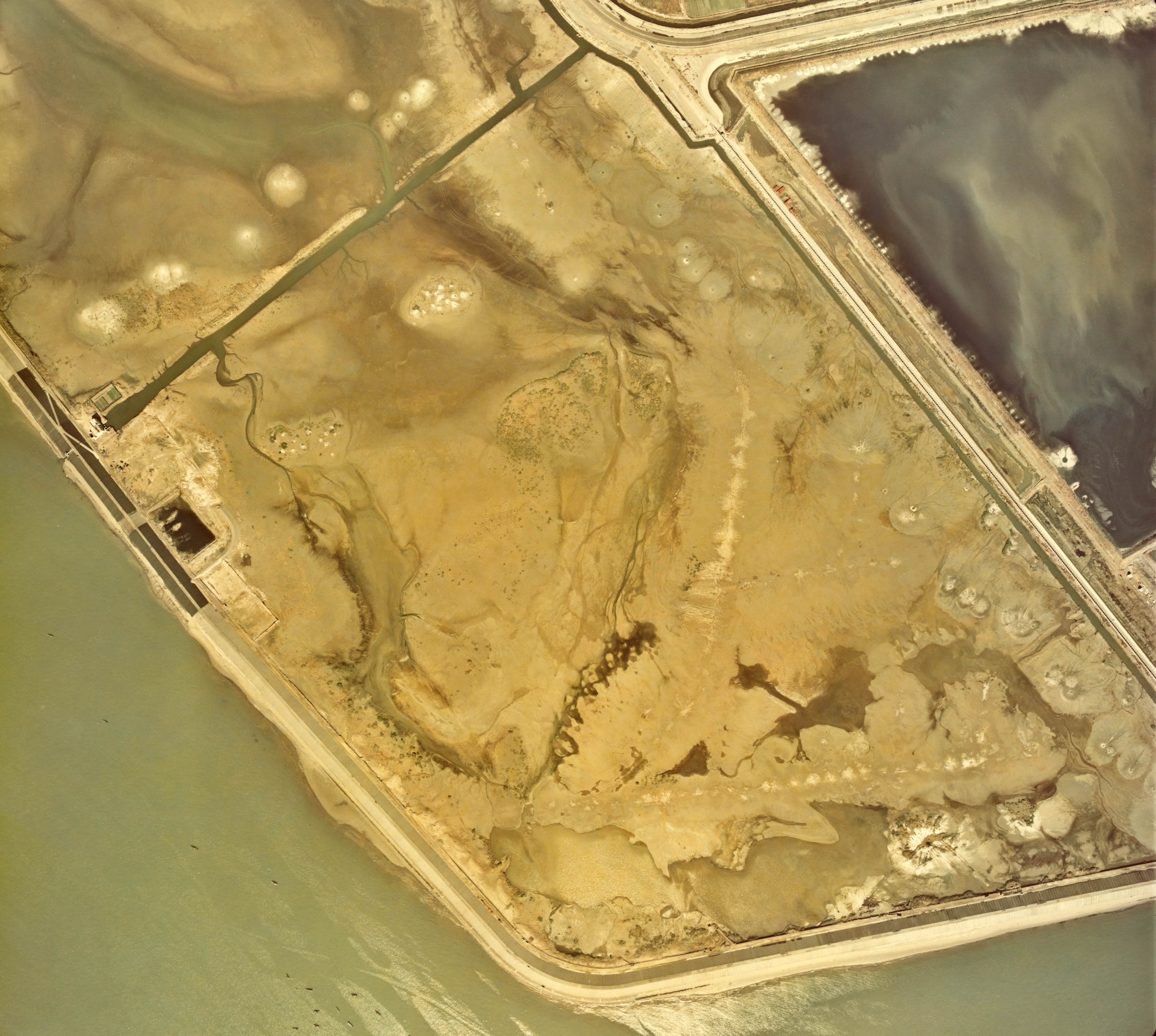
干拓中の木曽岬干拓地（、1975年）

木曽岬干拓地（きそさきかんたくち）は、木曽川河口にある干拓地。三重県桑名郡木曽岬町、桑名市、愛知県弥富市にまたがる。総面積約444ha。境界問題のもつれなどから、長らく未利用地のままになっていた事で知られる。

## 地理
干拓地は南北に細長い形で、北側は鍋田川、西側は木曽川の河口部、南側は伊勢湾の最北部に面している。東側は鍋田干拓地と名古屋港の埋め立て地に接し、陸続きになっている。大部分は三重県桑名郡木曽岬町に所属しているが、西側の一部が桑名市に、東端部が愛知県弥富市に所属している。
伊勢湾岸自動車道弥富木曽岬ICの施設が干拓地内に設けられているが、出入口は無い。

## 年表
- 1860年頃 - 老松輪中、稲賀新田壊滅。
- 1933年（昭和8年） - 木曽岬村（当時）が現在の木曽岬干拓地の場所に村単独で総面積320haの干拓地を造成する旨の免許願を県に提出（実現には至らず）。
- 1950年（昭和25年） - 三重県、木曽岬村の要請により国営鍋田干拓事業の一環として同地に木曽岬工区204haの干拓が計画される。
- 1959年（昭和34年） - 伊勢湾台風で鍋田干拓地に壊滅的な被害。これにより、木曽岬工区の着工は見送り。
- 1963年（昭和38年） - 三重県より国に調査申請。
- 1966年（昭和41年）3月 - 国の直轄事業として干拓事業着手。
- 1968年（昭和43年） - 三重県と愛知県の間で県境問題が起こる。
- 1970年（昭和45年）3月 - 干拓工事着工。
- 1973年（昭和48年）10月 - 干拓地が干陸。
- 1989年（平成元年） - 干拓がほぼ終了。
- 1994年（平成6年）6月 - 県境問題が合意する。
- 1996年（平成8年）5月 - 木曽岬町と長島町（現・桑名市）の町境問題が合意する。
- 1996年（平成8年）9月 - 木曽岬干拓地を各町に編入。
- 1997年（平成9年）3月 - 三重県と地元5漁協との間で優先配分権返上の補償が合意。
- 2000年（平成12年）7月 - 公共事業見直しの一環として事業の中止が決まったため、三重県と愛知県が農水省に売り払いを申請。
- 2001年（平成13年）3月 - 三重県と愛知県が145億円で国から用地を買い受ける。
- 2006年（平成18年）2月 - 干拓地の北部にて運動広場整備事業に着手（2015年4月一部供用開始[1]）。
- 2012年（平成24年）11月9日 - 干拓地の北部、伊勢湾岸道の南に位置する約78haにメガソーラーを建設することを三重県が発表。事業主に丸紅を選定。2013年5月に建設に着手し、2014年10月に中部電力に売電開始。地方公共団体が公募した施設としては国内最大級の出力（48.7MW）で、これは約15,000世帯の年間電力使用量に相当する[2]。こちらは2015年2月に供用開始。

## 境界問題

### 三重県と愛知県
干拓地事業は1966年に都市近郊の農業地帯としての立地条件を活かして、農業の近代化や経営安定化を図る目的で事業が始まった。当初、国（農林水産省）は地理的な位置関係から、木曽岬の沖合いを干拓するということで干拓地全域を三重県に組み入れるつもりであったが、干拓地は三重県側とは川に隔てられて接しておらず、愛知県側の土地を延長するような形であったほか、愛知県側の土地が含まれている事が分かり、愛知県との間で県境問題に発展した。三重県側の主張は「干拓事業は三重県の要請により着手されたものだから、干拓地は全域三重県になる」というもの。それに対し、愛知県側の主張は終始一貫していたわけではなく、「60ha以上」、「常識線として115ha」、「全面領有」、「両県の地籍から等距離線（愛知県分が49％）」などの主張がなされた。なお、木曽岬干拓地内には愛知県弥富町の地籍が約16ha、三重県木曽岬町の地籍は約34ha、さらに同じ三重県の長島町（現在は桑名市の一部）の地籍が約77ha存在するとされた。県境問題は1989年に干拓工事がほぼ終了した後も続き、実質的に陸地化されていながら法律上は公用水面のままという状態が長く続いたが、1990年、農水省が会計監査院から改善の指摘を受け、1994年、両県が農水省の調停案を受け入れる形でようやく合意に至った。面積は三重県が362.5ha（総事業面積の81.75%）、愛知県は80.9ha（同18.25%）。愛知県の領域は元からの県境である鍋田川から県境を延長して、鍋田干拓地との境界および名古屋港高潮防波堤に沿って細く弧を描くように設定され、伊勢湾に面する南端部のみは両県で半分に分ける形になっている。

### 三重県木曽岬町と長島町
県境問題の解決により、愛知県側は全て弥富町（現・弥富市）に編入されることになったが、この時点では三重県側は木曽岬町と長島町（現・桑名市）との町境は確定していなかった。木曽岬町側が木曽川の中央を町境とし、三重県側の全てを木曽岬町の領有とするよう主張したのに対し、長島町側は登記簿に記載されている地籍の割合を元に3分の2を長島町側とすべきとした。木曽岬干拓地の対岸である長島町側として登記された土地が存在した理由としては、木曽岬干拓地の一部が過去にも干拓されたことがあり、1860年頃に水害などで放棄されるまでは長島町側から現在の木曽岬干拓地の一部へ老松輪中という輪中が延びていた事が挙げられる（現在、旧長島町本土は木曽川の西岸、木曽岬干拓地は東岸となっているが、明治木曽三川分流工事以前の木曽川の流路は現在と異っていた）。
県境の確定から2年後の1996年に県の裁定を受け入れる形で合意が得られ、干拓地の境界問題はようやく解決した。木曽岬町は干拓地の大部分を占める324.5ha。長島町は、地籍の面積に相当する分のみとされ、さらに旧老松輪中が長島町の主張よりも西にあったと判断されたことから、38.5haと長島町の主張する地籍の半分の面積となった。町境は住民の利便性や土地利用の効率性などから一区画を四角く切り取るような形になっている。

## 優先配分問題
干拓計画時の1969年、三重県は地元漁協や浅瀬の土地所有者に、漁業補償と用地買収の一環で、干拓後の農地の6割に当たる271haを有償で優先配分するとの協定を結んでいた。しかし、その後土地が農地以外の目的に使われる見込みとなり、協定が実行できなくなったため、優先配分権の返上に対する補償が行われることとなった。1997年の3月には地元5漁協が権利を持っていた255haについて、三重県が総額142億円を支払う事で合意した。

## 土地利用
木曽岬干拓地に対しては、当初より農業利用のみが考えられていたわけではない。1961年（昭和36年）には当時の木曽岬村議会が大規模工場の誘致をはかるため、農業干拓から工業干拓に改める旨の決議を全会一致で採択している。その後、事業の進展が思わしくなかった事から、結局農業用地として干拓事業が進められたが、着工後、干拓地を取り巻く環境は大きく変化した。名古屋市を中心とした経済圏が広がり都市化が進展したことで、事業目的としていた農地利用よりも、都市的利用へ転換すべきと見られるようになっていき、形の上では農業用の干拓事業のままだったにもかかわらず、県境問題などをよそに様々な利用方法が語られてきた。中部新国際空港（現在の中部国際空港）が計画された際には木曽岬干拓地を含む一帯が候補地に挙げられたが、騒音問題や、船の航路への影響などから断念された。その後も、空港断念の見返りとして「臨空・田園都市構想」などが提案されたほか、愛知万博で環境破壊が問題になったとき（愛知万博の問題点#環境保護基準を参照）には移転先として語られ、首都機能移転が話題になった際にはその候補地として、藤前干潟のゴミ処分場問題の時には藤前干潟の代替地として名前が挙がった。中には、堤防を掘削して元の干潟を再生すべきとの意見まで出ている。
木曽岬干拓地に対しては、名古屋市近郊の広大な未利用地ということから、様々な立場から様々な夢が語られてきたが、このことが干拓地の価値をつり上げ、県境問題などの解決を難しくしてきた面は大きい。
2001年3月、三重県と愛知県は農業に代わる土地利用を進めるため農水省からの買い取り契約を締結し、ようやく開発に向けて動き出した。売却価格は三重県分が117億3200万円、愛知県分が27億8400万円とされる。売却価格は不動産鑑定業者の鑑定を元に決められたが、一方で木曽岬干拓地事業につぎ込まれた事業費は、物価上昇などにより当初予定の28億円から大きく膨らみ、事業費161億円、利子は124億円に上っていた。そのうち返済の必要のある財政投融資からの借入金と利息は約170億円で、売却価格を除いた残りの25億円についてはこの干拓事業の特別会計内で調整するとした。

## 現状
主要幹線国道の国道23号や国道1号の他、東名阪自動車道のICにも近く、特に2002年に開通した伊勢湾岸自動車道に至っては弥富木曽岬ICが干拓地内に設けられるなど、交通アクセスには申し分のない土地の多くが手付かずのまま更地の状態に置かれている。
農業利用はしていないが、現状では土地自体は農地に近い状態のために地盤が低く、また木曽岬周辺は全国でも知られた低地帯で、干拓地の標高はマイナス1メートルとなっている。本格的な開発には土地を約5メートルまで嵩上げする必要がある事から、多額の費用がかかると見られている。そのため、土地の一部を建設発生土や浚渫土のストックヤードとして供用し、その発生土を盛土などの基盤整備に利用することが考えられている。事業が確定していない段階では性急な開発は避け、当面はこの土地の状態のまま極力手を加えず、運動広場として整備するなどの土地利用が考えられている。2006年2月には干拓地の北側約173ヘクタールに運動広場やキャンプ場を整備する事業が開始された。これらは当初2011年以降順次オープン予定されたが、公共事業の減少などにより建設発生土が減少したことから見込みどおりに進まず、工事完了期日を2014年に延長している。残りの地区については物流基地を設ける構想などがある。しかし、長年手付かずの状態だったために野鳥の生息地となり、絶滅危惧II類のチュウヒ（タカ科）の営巣も確認されている。このため、干拓地の一部に野鳥保護区を設定する事が検討されるなど、今後の整備計画にも影響を与えている。また、着工から長い時間が経った事で堤防の老朽化も指摘されている。宝の島として長い境界争いが行われた木曽岬干拓地であるが、その後の経済状況の悪化などから、現実に開発が始まった現在となっては、本当に宝の島に変える事が出来るのか、疑問も持たれている。
2020年12月23日、三重県は運動広場の整備予定地とされていた約65ヘクタールについて、建設残土の保管場所に転用することを木曽岬町長と桑名市長に示し、両首長が賛意を示したことで、計画変更が了承された。

## 参照
1. ↑  【三重】県政策部、木曽岬干拓地で土地利用検討『建通新聞』2011年4月26日
2. ↑  丸紅、メガソーラー受注　三重・愛知県境 三重県、160億円投資(日本経済新聞2012年11月9日 11:52)
3. ↑  三重　回顧94年　取材ノートから　お互い辛抱度100％『中日新聞』1994年12月29日　朝刊　15面
4. 1 2 3 4  『木曽岬町史（木曽岬村史改訂版）』木曽岬町役場、1998年3月31日発行
5. 1 2 3  明日への伝言：昭和のあの日から　三重と愛知・県境問題長引いた宝の島、木曽岬干拓地『毎日新聞』2010年3月2日　中部朝刊　23面
6. ↑  5漁協に142億円補償、木曽岬干拓地の優先配分問題『朝日新聞』1997年3月26日　夕刊　9面
7. ↑  中部新空港建設候補地一本化問題で三重県知事「常滑沖」を正式表明『中日新聞』1989年3月16日　朝刊　3面
8. ↑  ポートアイランド、運輸相、藤前代替否定的『日経新聞』1999年1月5日　夕刊　17面
9. ↑  木曽岬干拓地、三重・愛知県購入へ　国の提示額受け入れ『朝日新聞』2001年1月25日　夕刊　10面
10. ↑  木曽岬干拓地、建設残土でかさ上げ　高度利用めざし--三重県方針『毎日新聞』2004年10月7日　中部朝刊　1面
11. ↑  木曽岬干拓地、仮説道工事始まる『朝日新聞』2006年9月2日　朝刊　30面
12. ↑  利用されず40年、堤防だけは老朽　三重・愛知県境の木曽岬干拓地『朝日新聞』2006年5月28日　朝刊　26面
13. ↑  “木曽岬町干拓地計画の変更を了承”.  NHK津放送局 (2020年12月23日). 2020年12月30日閲覧。